# Turret Peak
Turret Peak är en bergstopp i Antarktis. Den ligger i Östantarktis. Nya Zeeland gör anspråk på området. Toppen på Turret Peak är 2 809 meter över havet, eller 222 meter över den omgivande terrängen. Bredden vid basen är 14,2 km.
Terrängen runt Turret Peak är huvudsakligen kuperad, men åt sydost är den bergig. Trakten är obefolkad. Det finns inga samhällen i närheten. 